# Johnson & Johnson
Johnson & Johnson (NYSE: JNJ) er et amerikansk multinationalt medicinalkonglomerat. Virksomheden fremstiller udover medicin også medicinsk udstyr og husholdningsprodukter. JNJ-aktien udgør en del af Dow Jones Industrial Average og Johnson & Johnson rangerer konsekvent i toppen af Harris Interactives nationale imageundersøgelse af virksomheder.
Virksomhedens hovedsæde er i New Brunswick, New Jersey med en forbrugerafdeling i Skillman, New Jersey. I virksomheden er der omkring 250 datterselskaber i 57 lande og virksomhedens produkter sælges i over 175 lande. Johnson & Johnson havde på verdensplan en omsætning på 61,587 mia. US$ og beskæftigede i alt 114.000 medarbejdere i 2010.
Johnson & Johnson's mærker inkluderer adskillige produkter til husholdningsbrug, medicin og førstehjælp. Blandt de kendte mærker er Band-Aid (bandager), Tylenol medicin, Johnson's babyprodukter, Neutrogena (kosmetik og skønhedsprodukter), Clean & Clear (ansigtsvask) og Acuvue kontaktlinser. 

## Historie
Robert Wood Johnson slog sig sammen med brødrene James Wood Johnson og Edward Mead Johnson for at skabe en række hospitalbeklædnings produkter i 1885. Virksomheden fremstillede det første produkt i 1886 og stiftede et selskab i 1887.
Robert Wood Johnson fungere som den første præsident i selskabet. Han arbejdede med at forbedre hygiejne forhold i det 19. århundrede, og udlånte sit navn til Robert Wood Johnson University Hospital i New Brunswick, New Jersey. Efter hans død i 1910, blev han efterfulgt i præsidiet af sin bror James Wood Johnson indtil 1932 og derfter af sin søn Robert Wood Johnson II.
RWJ's barnebarn, Mary Lea Johnson Richards, var den første baby som kom på Johnson & Johnson babypudder pakker. Hans oldebarn Jamie Johnson, skabte en dokumentarfilm kaldet Born Rich om at vokse op som arving til en af verdens største formuer.

## Diversificering
Siden begyndelsen af 1900-tallet er virksomheden forsat ved at diversificere sig. Der blev tilført forbrugerprodukter i 1920'erne og en separat division for hospitalsprodukter i 1941 som blev til Ethicon. Den udvidede til det farmaceutiske marked med opkøbet af McNeil Laboratories Inc., Cilag, Janssen Pharmaceutica og produkter til kvinders hygiejne og toiletartikler i 1970'erne og 1980'erne. I de seneste år har Johnson & Johnson udvidet til så forskellige områder som biofarmaceutika, ortopædiprodukter og Internetpublicering. 18. December 2006 overtog Johnson & Johnson Pfizers forbrugersundheds afdeling.

## Internetkommunikation
Johnson & Johnson er kendt for at have registreret mange højt profilerede internetdomæner i de tidlige internetår fra 1996 til 2000. Johnson & Johnsons internet portefølge indeholder 29.925 internetdomæner. Portefølgen inkluderer generelle udtryk som Babypowder.com såvel som korte navne som jj.com og ky.com.

## Datterselskaber
Johnson & Johnson er et meget forskelligartet firma med over 230 datterselskaber som referes til som "Johnson & Johnson Family of Companies". Nogle af disse virksomheder er:
| - ALZA Corporation - ANIMAS Corporation - BabyCenter, L.L.C. - Biosense Webster, Inc. - Centocor Ortho Biotech, Inc. - Children With Diabetes, Inc. - Cilag - Codman & Shurtleff, Inc. - Cordis Corporation - Crucell nv - DePuy, Inc. - Ethicon Endo-Surgery, Inc. - Ethicon, Inc. - Global Pharmaceutical Supply Group (GPSG) - Gynecare - HealthMedia - Independence Technology, LLC - Information Technology Services - Janssen Pharmaceutica - Janssen Pharmaceutica Products, L.P. - Johnson & Johnson, Group of Consumer Companies, Inc. - Johnson & Johnson Health Care Systems Inc. - Johnson & Johnson – Merck Consumer Pharmaceuticals Co. | - Johnson & Johnson Pharmaceutical Research & Development, L.L.C. - Johnson & Johnson Pharmaceutical Services, L.L.C. - LifeScan, Inc. - McNeil Consumer Healthcare - McNeil Nutritionals - Noramco, Inc. - OraPharma - Ortho-Clinical Diagnostics, Inc. OCD - Ortho-McNeil Pharmaceutical - Ortho-Neutrogena (a merge of Neutrogena and Ortho Dermatological) - Personal Products Company - Penaten - Pharmaceutical Group Strategic Marketing (PGSM) - Peninsula Pharmaceuticals, Inc. - PriCara, Inc. - Scios Inc. - Tasmanian Alkaloids - Therakos, Inc. - Tibotec - Transform Pharmaceuticals, Inc. - Veridex, LLC - Vistakon |

## Produktmærker
| - Acuvue - Actifed - Ambi - Aveeno - Bactidol - Band-Aid - Benadryl - Benecol - Bengay - Benylin - Bonamine - Caladryl - Calpol - Calcough - Calprofen - Calgel - Calrub - Carefree - Clean & Clear - Coach - Coach Professional - Coach Sport - Codral - Combantrin - Compeed | - Conceptrol - Cortaid - Cortef - Delfen - Desitin - Dolormin - E.P.T. - Efferdent - Euthymol - First-Aid - Gynol - Healthy Woman - Imodium - Johnson's Baby - Johnson & Johnson Red Cross - Jontex - K-Y - Lactaid - Listerine - Listermint - Lubriderm - Luden's - Meds - Micatin - Monistat - Micralax | - Migraleve - Modess - Motrin - Motrin Children - Myadec - Mylanta - Nasalcrom - Neko - Neosporin - Neutrogena - Nicoderm - Nicorette - Nizoral - Nu-Gauze - O.B. - OneTouch - Pediacare - Penaten - Pepcid - Pepcid AC - Polysporin - Ponstan - Priligy - Provin - Quantrel | - REACH - Reactine - Regaine - Rembrandt - Remicade - RoC - Rogaine - Rolaids - Shower to Shower - Simply Sleep - Simponi - Sinutab - Splenda - Stayfree - Steri-Pad - Stim-u-dent - Sudacare - Sudafed - Tucks Pads - Tylenol - Tylenol Baby - Tylenol Children - Ultracet - Vania - Visine - Zyrtec |